# Aris Salónica
El Aris de Tesalónica (en griego: Αθλητικός Σύλλογος Άρης - Athlitikos Syllogos Aris = Asociación Deportiva Aris) es un club polideportivo griego de la ciudad de Tesalónica. Fundado el 25 de marzo de 1914, tiene secciones en diferentes disciplinas deportivas, entre las que destacan las secciones de fútbol y baloncesto. Sus equipos visten pantalones y camisetas de color amarillo. El club debe su nombre a Ares, el dios de la guerra de la Antigua Grecia, cuya imagen (como se ilustra en el Ares Ludovisi) aparece en el escudo del club.

## Fútbol
El Aris de Tesalónica FC es un club de fútbol griego, de la ciudad de Tesalónica, en la región griega de Macedonia. Fue fundado en 1914 y juega en la Super Liga de Grecia

## Baloncesto
La sección de baloncesto del Aris de Tesalónica fue creada en 1922. Es el primer club de baloncesto de Tesalónica, por delante del PAOK de Tesalónica, y el segundo club de baloncesto de Grecia en número de títulos, tras el Panathinaikos BC de Atenas.
Los mejores años del club fueron los años 80, cuando ganaron 6 ligas y cuatro copas griegas, y los años 1990, cuando no solo siguieron triunfando en el baloncesto heleno sino que también conquistaron una Copa de Europa (antigua Recopa, en 1993) y una Copa Korac (1997).
Actualmente compite por la Eurocopa.

## Waterpolo

### Palmarés
- 4 veces campeón de la liga de Grecia de waterpolo masculino (1928, 1929, 1930, 1932)